# KTX-청룡
KTX-청룡(KTX CHEONG-RYONG, KTX-靑龍)은 시험차량 HEMU-430X의 기술을 이용하여 제작된 한국철도공사의 동력분산식 제3세대 고속철도 차량이다. 제조사는 현대로템으로, KTX-이음 등과 같이 순수 대한민국 기술로 개발되었다. 최고시속은 320㎞/h로, 국내에서 가장 빠른 고속열차이다. 2022년 12월부터 시운전을 시작, 2024년 5월 1일 운행을 개시하였다.

## 역사

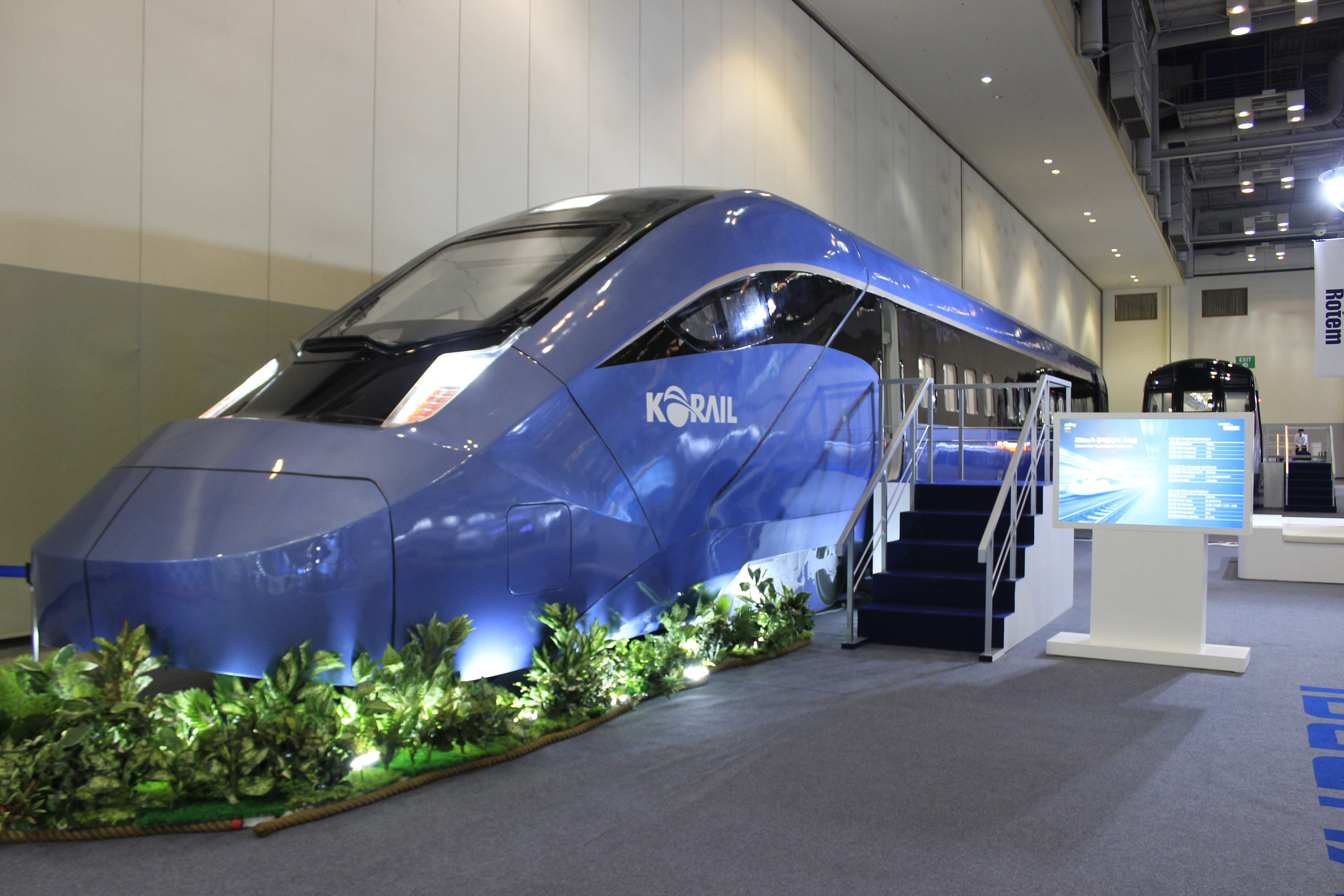
부산국제철도기술산업전에 전시되어 있는 청룡

한국철도공사(코레일)의 신규 고속철도 차량 입찰 전 국내 철도차량 제조사인 우진산전은 국회에 제출한 〈고속철도차량 제작 참여 계획〉 보고서에서 "차체·대차의 설계는 탈고에서 주관하고, 차량 추진시스템 설계는 기술협력을 해온 도시바로부터 검증을 받아 고속철도 제작에 도전하겠다"고 밝혔다.
코레일은 신규 고속철도 차량 EMU-320 136량 입찰에, 동력분산식 고속열차를 제작한 적 없는 업체에도 문호를 개방하고 5개 업체 이하로 컨소시엄을 이룬 경우에도 참여할 수 있도록 하였다. 2023년 3월 7일 마감까지 현대로템 한 곳만 참여하여 유찰되었으나, 이후 이루어진 재입찰에 우진산전이 응찰에 나서 경쟁입찰이 성립되었다. 동월, 현대로템이 수주에 성공함으로써 2028년까지 코레일에 EMU-320 전동차 136량을 공급하게 되었다. KTX-청룡은 2007년 시작된 국토해양부(現 국토교통부)의 차세대 고속철도 연구 개발 사업을 통해 100% 국내 기술로 개발되었다.
먼저 영업운행을 시작한 KTX-이음과 비슷하게 정식 이름이 공개되기 이전엔 'EMU-320'으로 불리었으나, 한국철도공사의 명칭 공모전 결과 9,192건의 후보안 중 2024년 4월 1일 'KTX-청룡'이란 이름으로 공개·확정되었다.

## 특징
KTX-청룡은 국토교통부가 2007년부터 2015년까지 차세대 고속철도 연구개발을 통해 100% 국내 기술로 설계·제작한 동력분산식 고속열차이다. 복합열차로 운행 시 좌석은 기존 515석에서 1,030석으로 늘어 한국에서 가장 많은 사람을 싣고 달릴 수 있는 고속열차로도 활용 가능하다. 대차 형식은 관절대차가 아닌 보통대차이다.

### 속도
KTX-청룡은 최고 영업속도 시속 320km로 제작되었다. 국내에서 가장 빠른 고속열차인데, 2010년 도입된 KTX-산천보다 약 7% 빠르다. 또한, 역과 역 사이 간격이 좁고 터널·교량이 많은 대한민국의 철도 환경에 적합하게 설계되어 가속 성능이 우수하다. 정지 상태에서 시속 300㎞에 도달하는 시간은 3분 32초이다. 이는 KTX-산천보다 1분 44초 단축된 것이다.

### 실내외
길이는 199.1m, 차체폭은 3.15m이다. 동력분산식 열차이기 때문에 좌석의 수와 간격이 기존 KTX보다 넓은 것이 특징이다. 객차 8칸에 기관차가 2칸 붙는 동력집중식 열차 KTX-산천과는 달리 청룡은 10칸 모두를 객차로 활용할 수 있어 좌석 수가 더 많아지기 때문이다. 산천 및 산천Ⅱ와 비교하였을 때, 열차의 전장은 유사하지만, 좌석 간 앞뒤 공간은 20㎜, 좌석 통로 폭은 154㎜ 넓다. 또한 좌석마다 별도의 창문이 있으며, 220V 콘센트, 무선 충전기, USB 포트가 설치되어 있다.
KTX 이음과 유사한 인테리어를 갖고 있으나, 좌석의 색상이 파란색이 아닌 쥐색이어서 전체적으로 더 차분한 분위기를 연출하며, 실내 조명으로는 주광색의 이음과 달리 색온도를 낮추어 더 차분한 주백색을 채택하였다. 우등실의 경우에도 바닥 카펫의 색이 파란색 계열이 아닌 붉은 색이다.
- 일반실
- 우등실

### 구성
| 등급   | 호차번호 | 좌석수 | 비고                                         |
| ------ | -------- | ------ | -------------------------------------------- |
| 우등실 | 1호차    | 46석   |                                              |
| 우등실 | 총계     | 46석   |                                              |
| 일반실 | 2호차    | 76석   |                                              |
| 일반실 | 3호차    | 55석   | 장애인 편의시설 구비 (휠체어석·전동휠체어석) |
| 일반실 | 4호차    | 68석   |                                              |
| 일반실 | 5호차    | 74석   |                                              |
| 일반실 | 6호차    | 68석   | 유아동반·편한대화석 구비                     |
| 일반실 | 7호차    | 76석   |                                              |
| 일반실 | 8호차    | 52석   |                                              |
| 일반실 | 총계     | 469석  |                                              |

## 도입·운행
| 분류         | 노선       | 기·종점           | 운행   | 거리    | 요금(2024년) |
| ------------ | ---------- | ----------------- | ------ | ------- | ------------ |
| 경부고속철도 | 경부고속선 | 행신역-부산역     | 일 4회 | 432.3km | 59,800원     |
| 호남고속철도 | 호남고속선 | 용산역-광주송정역 | 일 2회 | 305.3km | 47,100원     |

2024년 5월 1일 오후 12시, 부산역에서 개통식 기념행사가 있은 뒤, 이어 12시 35분 부산에서 KTX-청룡 첫 열차가 출발함으로써 본격 운행에 들어갔다. 국토교통부 계획에 따르면, 2027년 하반기부터 2028년까지 한국철도공사 17편성·SR 14편성 등 총 31 편성이 추가 도입될 예정이다.
한국철도공사가 청룡 이용객을 대상으로 8월 26일부터 8월 28일까지 사흘간 만족도 조사(좌석·편의시설·소음수준·서비스 등)를 실시한 결과, 응답자의 95%가 시설과 서비스에 만족한 것으로 나타났다. 2024년 5월부터 2024년 8월까지 이용객은 39만 명이었으며, 2025년 2월을 기해 총 이용객 90만 명을 돌파하였다.
현재는 2027년 완공을 목표로 하는 차세대 고속철로 건설의 평택∼오송 2복선화가 아직 이루어지지 않은 상태이기 때문에 기존 선로를 운영하고 있다. 기존 선로는 운행 가능 최대 속도가 시속 300km로 제한되어 있다.

## 문제점
도입 시작 시점인 2024년 5월부터 7월까지 청룡의 평균 연착률은 3.14%로, 기존 KTX의 평균 연착률(0.24%)보다 13배 높았다.

## 현황
| 차호     | 도입 시기   | 운행 중단 시기 | 비고                              |
| -------- | ----------- | -------------- | --------------------------------- |
| 601 호기 | 2022년      | 운행 중        | 코레일톡 객실내 미리보기 촬영차량 |
| 602 호기 | 2022년      | 운행 중        |                                   |
| 603 호기 | 2027년 예정 | 제작 예정      |                                   |
| 604 호기 | 2027년 예정 | 제작 예정      |                                   |
| 605 호기 | 2027년 예정 | 제작 예정      |                                   |
| 606 호기 | 2027년 예정 | 제작 예정      |                                   |
| 607 호기 | 2027년 예정 | 제작 예정      |                                   |
| 608 호기 | 2027년 예정 | 제작 예정      |                                   |
| 609 호기 | 2027년 예정 | 제작 예정      |                                   |
| 610 호기 | 2027년 예정 | 제작 예정      |                                   |
| 611 호기 | 2027년 예정 | 제작 예정      |                                   |
| 612 호기 | 2027년 예정 | 제작 예정      |                                   |
| 613 호기 | 2027년 예정 | 제작 예정      |                                   |
| 614 호기 | 2027년 예정 | 제작 예정      |                                   |
| 615 호기 | 2027년 예정 | 제작 예정      |                                   |
| 616 호기 | 2027년 예정 | 제작 예정      |                                   |
| 617 호기 | 2027년 예정 | 제작 예정      |                                   |
| 618 호기 | 2027년 예정 | 제작 예정      |                                   |
| 619 호기 | 2027년 예정 | 제작 예정      |                                   |
| 620 호기 | 2030년 예정 | 제작 예정      |                                   |
| 621 호기 | 2030년 예정 | 제작 예정      |                                   |
| 622 호기 | 2030년 예정 | 제작 예정      |                                   |
| 623 호기 | 2030년 예정 | 제작 예정      |                                   |
| 624 호기 | 2030년 예정 | 제작 예정      |                                   |
| 625 호기 | 2030년 예정 | 제작 예정      |                                   |
| 626 호기 | 2030년 예정 | 제작 예정      |                                   |
| 627 호기 | 2030년 예정 | 제작 예정      |                                   |
| 628 호기 | 2030년 예정 | 제작 예정      |                                   |
| 629 호기 | 2030년 예정 | 제작 예정      |                                   |
| 630 호기 | 2030년 예정 | 제작 예정      |                                   |
| 631 호기 | 2030년 예정 | 제작 예정      |                                   |
| 632 호기 | 2030년 예정 | 제작 예정      |                                   |

## 사진
- EMU-320 출고 기념식 (2022년 9월)
- 중련 운행
- 동력칸
- 팬터그래프

## 차량
- 한국철도공사 160000호대 전동차

## 같이 보기
- HEMU-430X
- 대한민국의 철도